# Cubeo
Cubeo  es un pueblo indígena que habita en la cuenca del río Vaupés, especialmente a lo largo de sus afluentes Caduyarí y Querarí, así como del Pirabotón y el Cabiyú en el alto Vaupés. Son unas siete mil personas, la mayoría de las cuales viven en el resguardo indígena al oriente del departamento del Vaupés, una parte en los departamentos de Guaviare y Guainía, todos estos en Colombia, y otra parte en Brasil.

## Economía
La economía cubeo es igualitaria y se orienta a la subsistencia del conjunto. La productividad de una comunidad se subordina al parentesco, la satisfacción de las obligaciones sociales, la ética pública y las relaciones de pareja.
La subsistencia depende principalmente de la agricultura itinerante y de la pesca. En la chagra (hio) cultivan varias especies, entre las cuales destaca la yuca amarga (küi), junto con el maíz (wea), ñame, chonque (hômüka), ají (bia), coca (pátu), caña de azúcar (kawa mene), plátanos (ôrêwe), Chontaduro (ürêdü), piña (ihibo), guama (meneme) y otros frutales. El hombre se encarga de desmontar un claro (tava) mediante el método de tumba y quema y, la mujer se encarga de la siembra, cuidado y recolección de las cosechas, así como del procesamiento de la yuca para extraer y purificar el almidón y asarlo como "casabe" (tortilla âurô) o "fariña" (harina granulada hütüra).
Para pescar y transportarse construyen canoas en troncos de árboles. La pesca abunda durante el verano. Antiguamente cazaban con cerbatana y arco y flecha, aunque hoy prefieren escopetas, con las que obtienen dantas (vekü), venados (ñama), pecarís (wârîwa), lapas (hemevo), agutís (buü) y diversas aves. Complementan su alimentación mediante la recolección de seje (kôhâ), frutos silvestres e insectos comestibles como hormigas (meawâ jojaimeawa(varuhina, urarawa), hormigas y larvas de avispas y de coleópteros de las palmas ("mojojoy": Rynchophorus spp.). También recolectan fibras, por ejemplo del cumare (betoñü), para fabricar diversas artesanías como el colador(pediva), balay(jahuova), matafrio(nadañu), canastos(puea)entre otras.
Mantienen relaciones de tradicionales intercambio de productos, mediante trueque con otras etnias de la región y crían gallinas, patos y cerdos para vender y obtener artículos de origen industrial o producidos en zonas alejadas.amen

## Organización social
La organización social cubeo se fundamenta en las relaciones entre conjuntos y segmentos, de manera que lo colectivo fomenta la autonomía de cada una de las partes y a la vez sus interrelaciones. El colectivo genera una zona segura que refuerza la autonomía de los segmentos y fortalece su vinculación. El énfasis en el crecimiento del individuo se fundamenta en la comunidad y el conjunto.
Existen tres "fratrias" exogámicas cubeo; la primera, se considera como pâmiwâ propiamente dicha y es la mayor. La yurema (anaconda), es de origen Kurripako (familia arawak) y sus integrantes son bilingües. Se considera que los integrantes de una fratria descienden de un ancestro común y por tanto no pueden en ningún caso casarse ni tener relaciones sexuales entre ellos. El matrimonio ideal es con alguien de otra fratria cubeo (endogamia étnica). Cada fratria se divide en varios "sib" o clanes, uno de los cuales (Bahúküwâ) procede de los Kãkwã (macú).
La fratria no tiene jefes, pero sí sus propios relatos, simbología y rituales. En cada comunidad, hay un habokü ,"capitán" que ejerce la autoridad tradicional en la respectiva comunidad, actualmente conformada por casas unifamiliares (kürâmi), aunque anteriormente se construían casa comunales (malocas) con techos grandes de dos declives, que ahora se usan para rituales o asambleas. El "capitán" debe consultar a los ancianos y mayores antes de tomar decisiones, en tanto que el Chamán o "payé" (yavi pôekü) posee el conocimiento profundo del cosmos, los relatos, los espíritus, los rituales y la medicina tradicional, por lo que desempeña un papel fundamental en la vida comunitaria .

## Lengua
El idioma cubeo, pâmîé o pâmi kâmu, pertenece a la familia tucano, rama central o media. Su gramática refleja una influencia arawak, en tanto que también se registran préstamos mutuos con las lenguas makú, especialmente el Kakwa y Nukak. El cubeo hablado, tanto por los integrantes de las fratrias cubeo, como por diversas gentes de la hoya del Vaupés, en la que en ciertas épocas sirvió como lengua general. 

### Fonología
Vocales
|        | Anteriores | Centrales | Posteriores |
| Altas  | i ĩ        | ɨ ~       | u ũ         |
| Medias | e ẽ        |           | o õ         |
| Bajas  |            | a ã       |             |

Son seis vocales orales y seis nasales.
Consonantes
|                   | labial | alveolar | palatal | velar | glotal |
| oclusivas sordas  | p      | t        | č       | k     |        |
| oclusivas sonoras | b      | d        | ɟ       |       |        |
| fricativas sordas | v (w)  | ð        |         |       | h      |
| laterales         |        | l        |         |       |        |

Entre vocales nasales la consonante lateral l se realiza como palatal nasalizada ɲ (ñ) y las oclusivas sonoras b, d, se realizan como nasales m, n, respectivamente. Al principio de la palabra la palatal sonora ɟ fluctúa con la aproximante prenasalizada nj, antes de vocal oral,y antes de vocal nasal se realiza como palatal nasalizada ɲ. En otras posiciones, antes de vocal nasal ɟ se realiza como aproximante nasalizada y~. La ficativa labiodental sonora v se realiza como w antes de ɨ, o, nasalizándose w~ ante las correspondientes vocales nasales; además v fluctúa libremente con la fricativa bilabial β, antes de a, e, i.
Tono
Contrastan los tonos alto y bajo. Este último tiene una variante media que ocurre antes de consonante. El acento recae solo en sílabas con tono alto y si dos sílabas de la misma palabra lo prentan recae sobre la primera. El tono alto en la sílaba acentuada pruduce el alargamiento de la vocal que precede a una consonante oclusiva.